# Jełgawa (novads 2009–2021)
Jełgawa (łot.: Jelgavas novads) – jeden z łotewskich novadsów, funkcjonujący w latach 2009–2021.

## Historia
Novads powstało na terenach należących przed 2009 do rejonu Jełgawa.
W skład novadsu wchodziło 13 pagastsów: Eleja, Glūda, Jaunsvirlauka, Kalnciems, Lielplatone, Līvbērze, Platone, Sesava, Svēte, Valgunde, Vilce, Vircava i Zaļenieki. Jego stolicą zostało miasto Jełgawa, które nie należało do novadsu.
Zlikwidowany w ramach reformy administracyjnej 30 czerwca 2021. Wszedł w całości w skład nowego, większego novadsu Jełgawa.